# 마리오아울렛
마리오아울렛(Mariooutlet)은 대한민국의 아웃렛 매장이다.

## 연혁
- 1980년: 마리오상사라는 이름으로 창립
- 2000년 1월: 마리오아울렛 1관 오픈